# Platinum (Miranda Lambert)
Platinum è il quinto album in studio della cantante country statunitense Miranda Lambert, pubblicato nel 2014.

## Tracce
1. Girls – 3:35 (Nicolle Galyon, Natalie Hemby, Jimmy Robbins)
2. Platinum – 3:11 (Miranda Lambert, Galyon, Hemby)
3. Little Red Wagon – 3:24 (Audra Mae, Joe Ginsberg)
4. Smokin' and Drinkin' (featuring Little Big Town) – 5:30 (Hemby, Luke Laird, Shane McAnally)
5. Priscilla – 3:26 (Galyon, Hemby, Robbins)
6. Automatic – 4:07 (Lambert, Galyon, Hemby)
7. Bathroom Sink – 4:05 (Lambert)
8. Old Shit – 2:45 (Brent Cobb, Neil Mason)
9. All That's Left (featuring The Time Jumpers) – 3:11 (Dixie Hall, Tom T. Hall)
10. Gravity Is a Bitch – 3:08 (Lambert, Scotty Wray)
11. Babies Makin' Babies – 2:56 (Galyon, Hemby, Robbins)
12. Somethin' Bad (duetto con Carrie Underwood) – 2:49 (Chris DeStefano, Brett James, Priscilla Renea)
13. Holding on to You – 4:32 (Lambert, Jessi Alexander, Ashley Monroe)
14. Two Rings Shy – 3:18 (Lambert, Brandy Clark, Heather Little)
15. Hard Staying Sober – 4:28 (Lambert, Hemby, Laird)
16. Another Sunday in the South – 3:50 (Lambert, Alexander, Monroe)

## Classifiche
| Classifica (2014) | Posizione raggiunta |
| ----------------- | ------------------- |
| Australia         | 8                   |
| Canada            | 1                   |
| Stati Uniti       | 1                   |